# Horst (Burweg)
Horst (plattdeutsch Host) ist eine Ortslage in der Gemeinde Burweg (Landkreis Stade), die dem Ortsteil Burweg angehört.

## Geographie und Verkehrsanbindung
Horst liegt auf einem Sandrücken an der Mündung vom Hosterbeck in die nordwestlich fließende Oste. Obwohl Horst auf dem linken Ufer vom Hosterbeck liegt, wird ein Haus am anderen Ufer mit zu Horst gezählt, gehört aber verwaltungstechnisch zu Breitenwisch. Westlich verläuft die B 73.

## Geschichte

### Einwohnerentwicklung

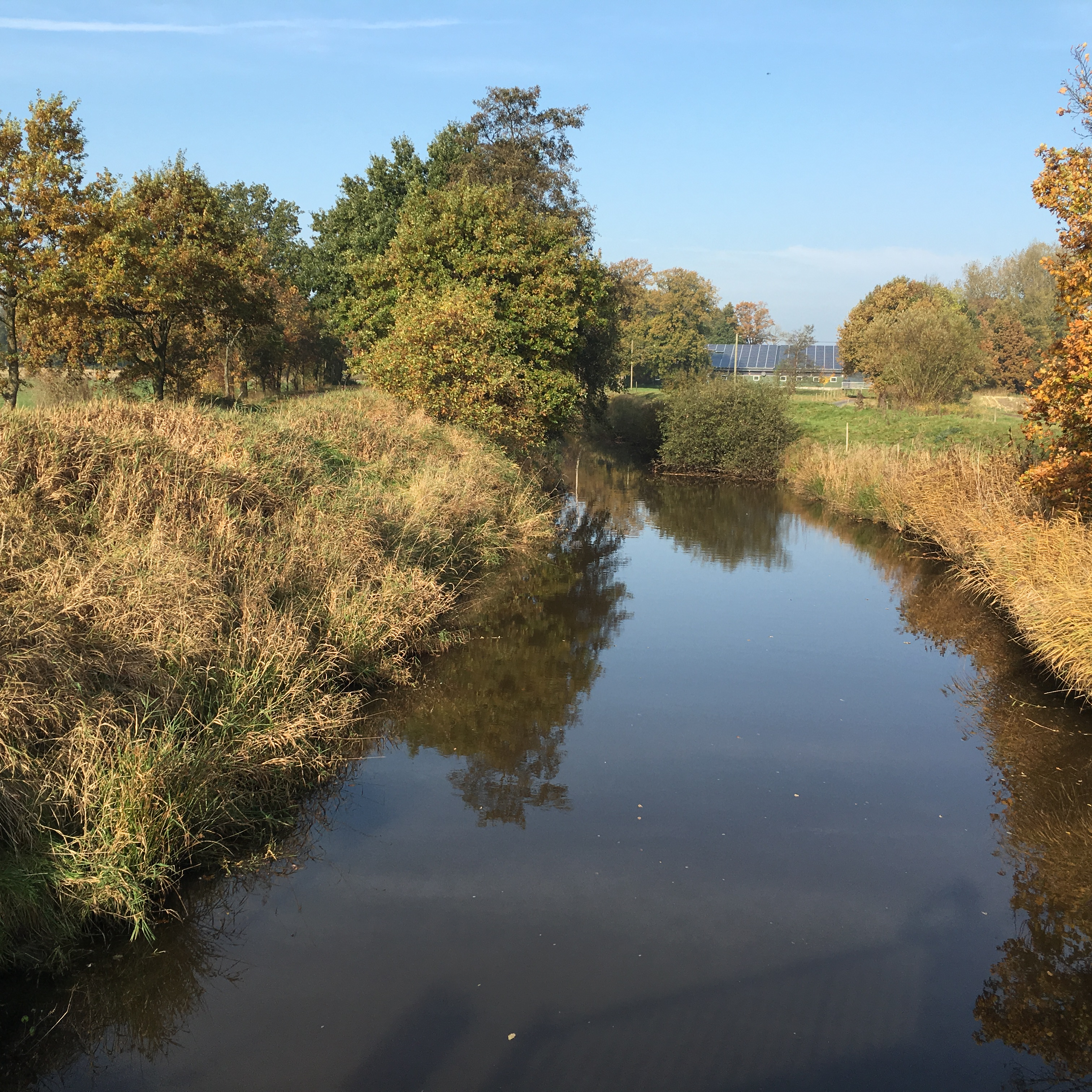
Horsterbeck

Zu Burweg:
| Jahr | Einwohner          |
| ---- | ------------------ |
| 1791 | 4 Feuerstellen     |
| 1848 | 33 Leute, 6 Häuser |
| 1871 | 26 Leute, 5 Häuser |

Zu Breitenwisch:
| Jahr | Einwohner       |
| ---- | --------------- |
| 1885 | 3 Leute, 1 Haus |

### Eingemeindung
Horst gehört seit Gründung zu Burweg und war nie eine eigenständige Gemeinde.

### Religion
Horst ist evangelisch-lutherisch geprägt und bildet mit der Petrus-Kirche ein eigenes Kirchspiel, zu dem neben Horst auch die Orte Burweg, Blumenthal, Breitenwisch, Engelschoff, Neuland, Großenwörden, Seemoor, Burg und Wasserkrug gehören. Eine Filialkirche existiert in Großenwörden, wo früher eine eigene Kirchengemeinde bestand.

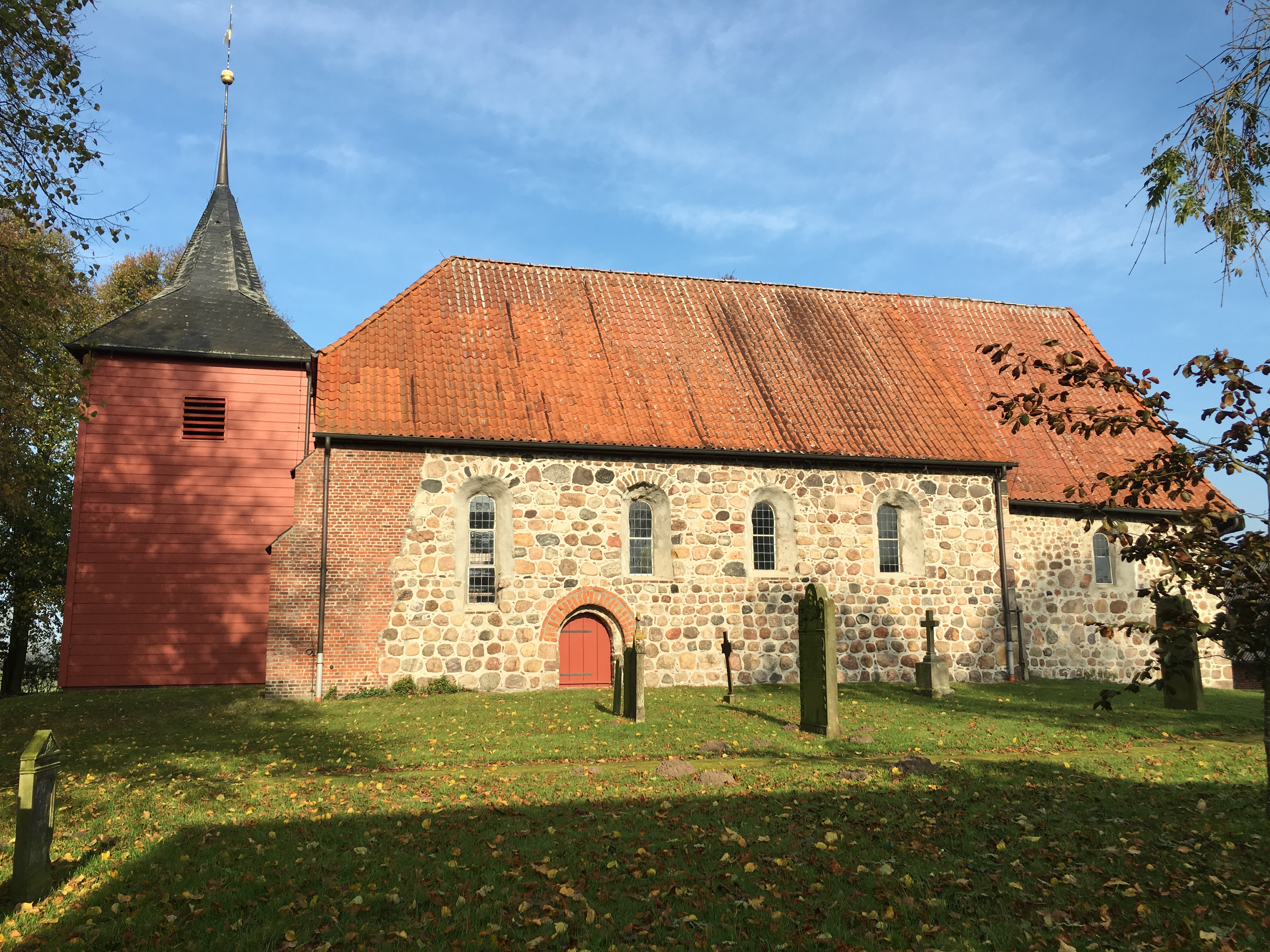
St.-Petrus-Kirche

## Kultur und Sehenswürdigkeiten

### Sehenswürdigkeiten
- Die romanische St.-Petrus-Kirche auf der Horst  wurde im Zuge der Hollerkolonisation von den eingewanderten Holländern, die an der Urbarmachung der Marschen beteiligt waren, um 1200 aus Feldsteinen errichtet mit mittelalterlichen Taufstein. Die alte Glocke aus dieser Zeit wurde 1912 an das Museum Lüneburg verkauft.
- Friedhof mit beeindruckenden alten Grabsteinen aus dem 17./18. Jahrhundert mit ornamentierten und figürlichen Darstellungen.[5]

## Sagen
Zur Entstehung der Horst existiert eine alte Sage: Ein Riesenmädchen, das am Schwarzen Berg bei Stade gelebt haben soll, wollte mit einem Teller voller Sand über die Oste springen. Dabei bekam der Teller einen Sprung und der ganze Haufen Sand fiel in den Fluss. Auf diesem Sandberg soll später die Kirche errichtet worden sein.